# Четверта Статутна грамота
Четверта Статутна грамота (біл. Чацьвертая Ўстаўная грамата, Čaćviertaja Ŭstaŭnaja hramata) — юридична і політична постанова Ради Народних Міністрів Білоруської Народної Республіки від 29 листопада 1918 року про створення місцевого самоврядування установ на волостей, повітів і містечок: «Нехай всі громадяни Білоруси об'єднатися навколо Ради Білоруської Народної Республіки та Білоруського уряду та створюють волостеві, повітові та місцеві Білоруські Ради по всій Білорусі".

## Текст
|  | Рада БНР, яка отримала свої повноваження від білоруського народу на Всебілоруському з’їзді, у листах від 9 та 25 березня 1918 р. Оголосила, що вся влада на білоруській землі перейде до рук народу. Земля, ліси та природні ресурси регіону були оголошені популярною думкою. Після цього Рада почала будувати незалежну білоруську державу на основі, встановленої Статутом від 25 березня цього року. Німецька окупація призупинила цю роботу і унеможливила передачу влади людям і вирішення земельного питання на справедливих засадах. Тепер, коли німецький народ встановив новий порядок на своїй землі, а окупаційні війська покидають нашу землю, настав час для білоруського народу, який сотні років страждав у чужій неволі, стати повним господарем своєї вільної і незалежної землі. Нехай усі громадяни Білорусі об’єднаються навколо Ради Білоруської Народної Республіки та Білоруського уряду та створять власні парафіяльні, повітові та місцеві Ради Білорусі по всій Білорусі, щоб організовані люди могли дійсно взяти під контроль свою сторінку. Білоруський уряд насамперед буде працювати над тим, щоб наш народ якомога швидше встановив справжню свободу для всіх своїх громадян. Рада Народних Міністрів БНР. Мінськ, 29 листопада 1918 року |